# Gildehofbad
Das Gildehofbad war zwischen 1987 und 1992 ein Spaßbad im Essener Stadtkern.

## Lage

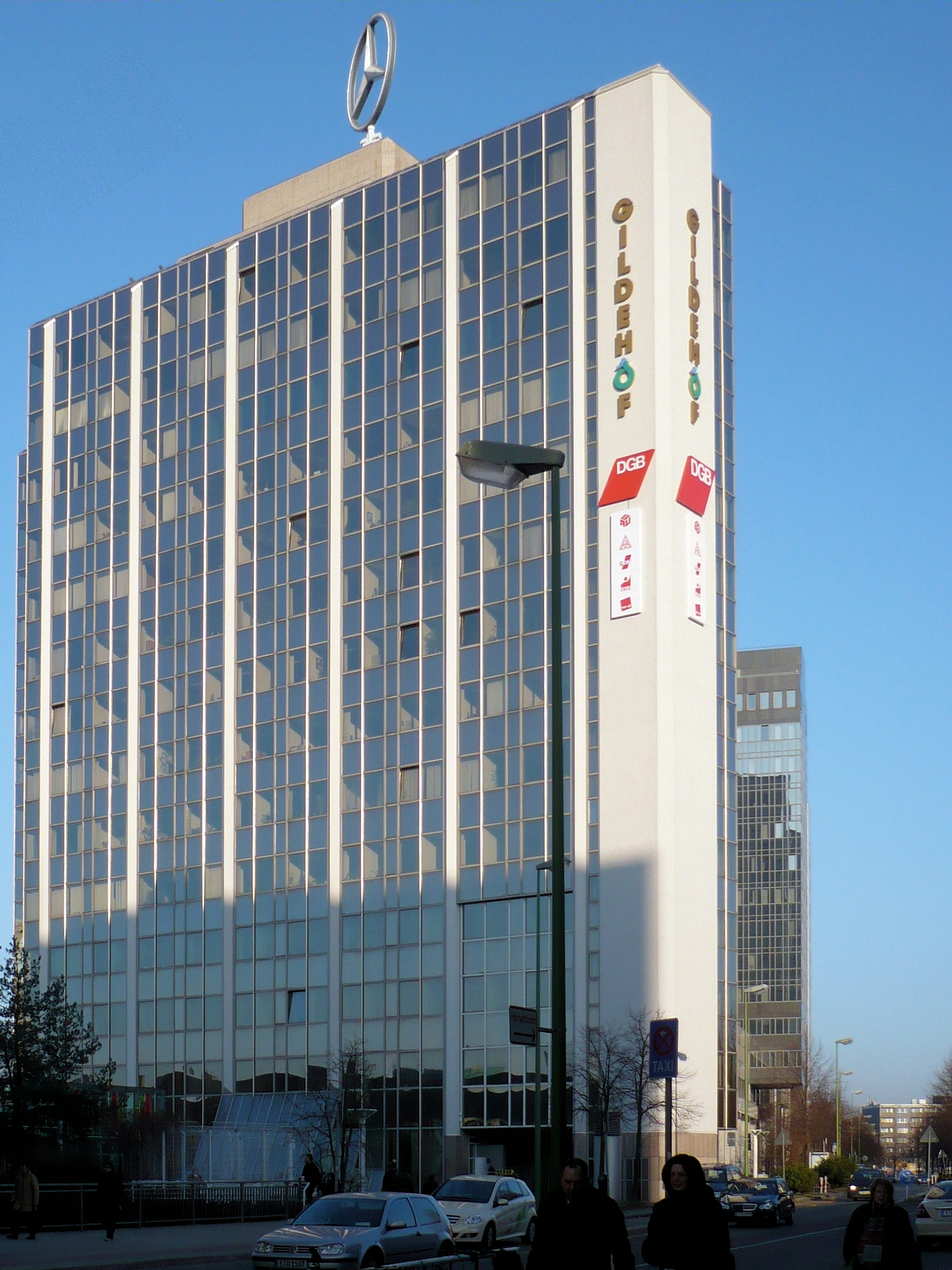
Hochhaus Gildehof-Center

Das 1987 eröffnete Gildehofbad befand sich im Süden der Innenstadt zwischen den parallel verlaufenden Straßen Schützenbahn und Bernestraße. Es wurde als integrierter Anbau zusammen mit dem nach wie vor bestehenden Hochhaus Gildehof-Center errichtet.

## Geschichte
Das Gildehofbad war als Spaßbad mit einer Gesamtfläche von 6500 Quadratmetern konzipiert worden und bot in tropischer Dekoration auf zwei Etagen unter anderem Whirlpools, Saunen und eine Badelandschaft mit Wasserfall. Eigentümer war ein Immobilienfonds der Deutschen Genossenschafts-Anlagegesellschaft, während die Stadt Essen durch einen 25-Jahres-Mietvertrag als Nutzer agierte. Der ursprünglich vorgesehene Name Holiday Beach wurde während des Baus verworfen.
Im November 1987 eröffnete der damalige Bezirksbürgermeister und Vorsitzende des Sportausschusses Helmut Karnath (1919–1990) das Schwimmbad. Bereits am Eröffnungstag zeigte sich, dass die Kalkulationen zu optimistisch gewesen waren: Es kamen nur 849 Gäste, obgleich die Stadtverwaltung mit einer erheblich größeren Zahl gerechnet hatte. Bei der Planung war von täglich 1700 Besuchern ausgegangen worden; in der Folgezeit lag der Tagesdurchschnitt aber bei 500, wodurch die Rentabilitätsrechnungen fraglich wurden.
Im Betrieb zeigte sich, dass zahlreiche Faktoren einen wirklichen Erfolg des Gildehofbades verhinderten. Die Gestaltung des Bades wurde als unattraktiv empfunden, der Ausblick auf die mehrspurigen Hauptverkehrsstraßen stand dem angestrebten Vergnügungseffekt entgegen, Baumängel traten zunehmend gehäuft auf, das Becken erwies sich als unzureichend abgedichtet und ließ Wasser durch die Decke in die darunterliegende Etage sickern, die außenliegende Wasserrutsche war defekt, fehlende Abflüsse in den Böden begünstigten stehende Wasserlachen, die zu Schimmelbildung führten. Etwa ein halbes Jahr nach der Eröffnung des Bades gab es zwei Todesfälle von Kindern, die an den Folgen ihrer Badeunfälle starben, woraufhin für die unübersichtliche Badeanlage weitere Bademeister eingestellt werden mussten, so dass sich auf Grund der damit verbundenen zusätzlichen Kosten die Rentabilität des Bades weiter verschlechterte. Die baulichen Mängel veranlassten die Stadt, die Mietzahlungen zu kürzen, da sie laut Mietvertrag eine betriebsfähige Anlage übernehmen sollte; es kam darüber zu gerichtlichen Auseinandersetzungen mit dem Eigentümer.
Ein weiteres unerwartetes Problem war die bei der Planung entwickelte Vorstellung, dass die Besucher mehrheitlich mit der Bahn über den unmittelbar benachbarten Hauptbahnhof kommen würden. Tatsächlich aber reisten die meisten Besucher wider Erwarten mit ihrem Pkw an, der nur in der kostenpflichtigen Tiefgarage des Gildehof-Centers abgestellt werden konnte. Diese Zusatzkosten zu den ohnehin nicht geringen Eintrittspreisen – 18 DM für einen Erwachsenen, 10 DM pro Kind – senkten die Anziehungskraft des Bades noch weiter.
Trotz der hohen Eintrittspreise war der Betrieb des Gildehofbades wegen der zu geringen Besucherzahl von Anfang an nicht kostendeckend; 1992 erreichten die Jahresverluste eine zweistellige Millionenhöhe. Eine Einstellung des Betriebs erschien als unumgänglich, der langfristige Mietvertrag ließ einen vollkommenen Rückzug der Stadt jedoch nicht zu. Daher wurde das Gildehofbad am 23. Dezember 1992 geschlossen, blieb aber in städtischer Obhut.
Auch das geschlossene Schwimmbad verursachte der Stadt Essen weiterhin Kosten: Weil das Becken auch als Löschwasserreservoir für die Sprinkleranlage des Gildehof-Centers fungierte, konnte es nicht einfach trockengelegt werden. Da es aber mit Wasser gefüllt blieb, mussten weiterhin die Schwimmbadtechnik in Betrieb und das Becken intakt gehalten werden und ein Angestellter ständig die Anlage überwachen. Zusammen mit den laufenden Mietzahlungen kostete das geschlossene Gildehofbad die Stadt jährlich 2,4 Millionen D-Mark.

## Nachnutzung

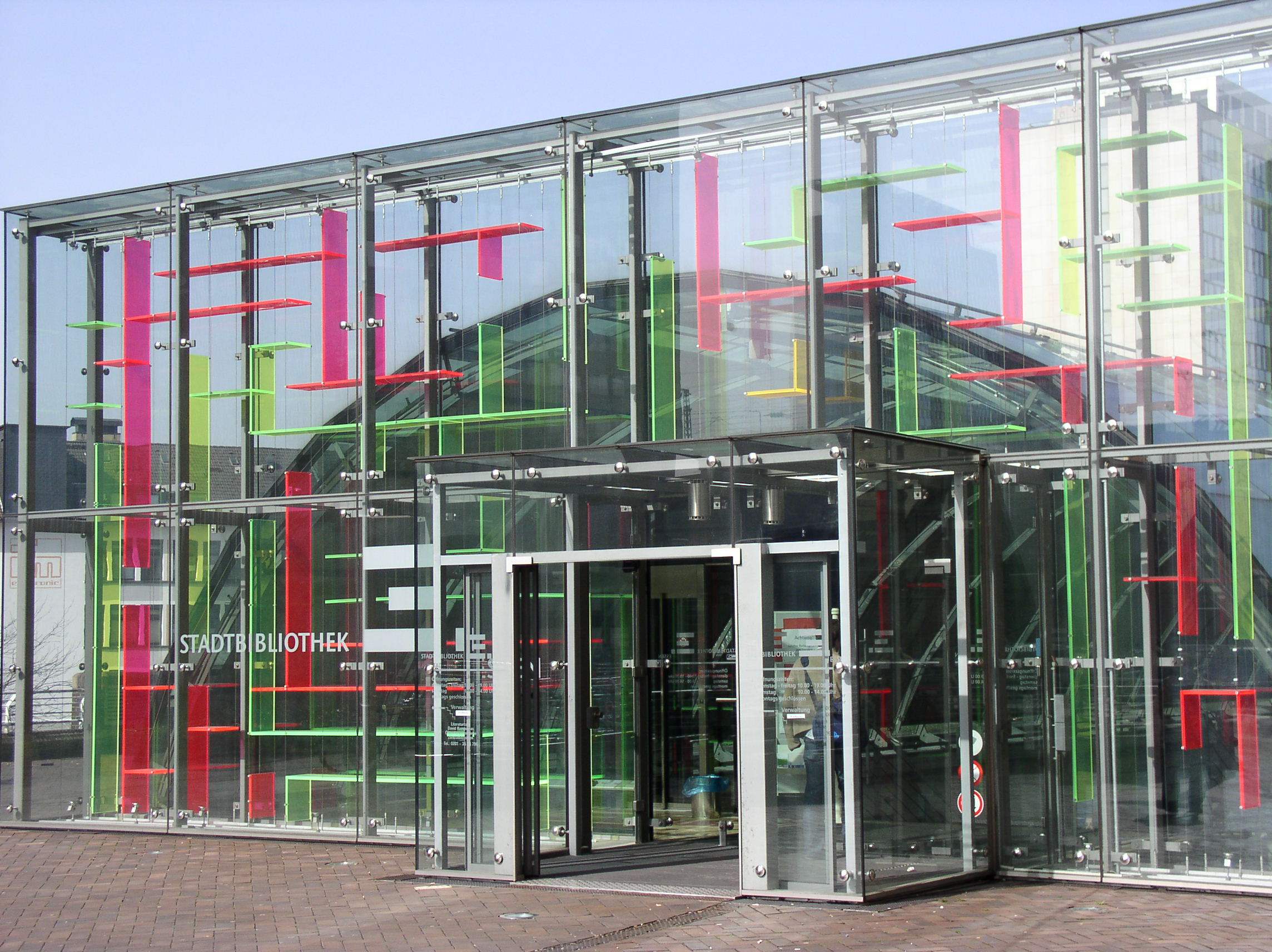
Stadtbibliothek Essen

Schon während des Betriebs, als sich die Schließung des verlustbringenden Schwimmbads abzeichnete, versuchte die Stadtverwaltung eine alternative Nutzung des Baukomplexes zu finden. 1997 gelang es, ein Konzept umzusetzen. Durch Umbauten wurde das Schwimmbecken als Wasserreservoir überflüssig gemacht und das Gebäude zum Erweiterungsbau der gleichfalls im Gildehof-Center ansässigen Stadtbibliothek umgestaltet.

## Sonstiges
Das Logo des Gildehof-Center, welches unter anderem weithin sichtbar an der Fassade angebracht ist, zeigt bis heute eine stilisierte Wasserrutsche anstelle eines O.